# Vågøy
Vågøy (norwegisch für Buchtinsel) ist eine Insel vor der Ingrid-Christensen-Küste des ostantarktischen Prinzessin-Elisabeth-Lands. Sie liegt im südöstlichen Teil der Prydz Bay.
Norwegische Kartografen, die sie auch deskriptiv benannten, kartierten sie im Detail anhand von Luftaufnahmen, die bei der Lars-Christensen-Expedition 1936/37 entstanden.